# Alf Tolboe Jensen
Alf Tolboe Jensen (14. september 1918 i Aalborg – 29. december 1943 på Vestre Allés Kaserne i Aarhus) var aktiv i modstandsbevægelsen i Århus under Besættelsen og blev henrettet for sine aktiviteter.
Alf Jensen kom i boghandlerlære efter sin realeksamen i 1934 og herefter var han en periode beskæftiget som rejsefører. I 1939-1941 forettede han tjeneste ved 9. bataljon, hvor han blev udnævnt til kornet. Han blev knyttet til modstandsbevægelsen via Aage Andersen, der ledede den ene af to grupper i den århusianske sabotageorganisations 2. hovedafsnit og kendte Jensen fra sin tjenestetid.
Modstandsgruppen var aktiv inden for industri- og jernbanesabotagen, og Alf Jensen fungerede herudover som kurer og fordelte sprængstof til flere af de større jyske byer. Fra september 1943 kom Gestapo på sporet af 2. hovedafsnit og 13. oktober 1943 blev Alf Jensen arresteret på Vesterbros Torv i Århus. Han blev anbragt i Ting- og arresthuset i Vester Allé og sammen med tre kammerater dømt til døden 24. november. 29. december blev han henrettet i kasernegården på Vestre Allés Kaserne kl. 8 om morgenen. 
Efter befrielsen blev Alf Jensens lig fundet ved Husbjerg Klit ved Blåvand. Han blev bisat 24. maj 1945 på kirkegården ved Brabrand Kirke. Graven er forsynet med en monumental gravsten. På 60-årsdagen for Tolboe Jensens henrettelse arrangerede Aarhus Samvirkende Soldaterforeninger en mindehøjtidelighed på kirkegården med efterfølgende gudstjeneste.

## Mindesmærker
Udover den monumentale gravsten findes der to mindesmærker for Alf Tolboe Jensen.
I Brabrand Søpark findes et monument, der blev opført af en komite efter en indsamling og indviet 29. august 1946. Billedhuggeren Johan Galster (1910-1997) stod for udformningen og reliefferne på monumentet. På forsiden (mod nord) findes følgende tekst:
For

frihed og ret

Alf Jensen

14.9 1918 – 29.12 1943
Pr. 2006 mangler otte-tallet dog fra fødselsåret.
På bagsiden læses følgende:
9. april 1940

29. august 1943

5. maj 1945

Denne sten rejstes til

vidnesbyrd for sene

slægter om dansk

vilje til at ofre livet

for fædrelandet

da det var i nød
I parkanlæget ved Musikhuset Aarhus findes en mindeplade med inskriptionen:
Alf Tolboe Jensen

Født den 14.september 1918

Henrettet her på Vestre Allés Kaserne

Den 29. december 1943

Efter dødsdom ved tysk krigsret

Mindeplade nedlagt af frihedskampens veteraner